# Dynamo (goochelaar)
Dynamo, geboren als Steven Frayne (Bradford, 17 december 1982), is een Brits illusionist die vooral bekend is van zijn programma uitgezonden door Discovery Channel, waarin hij de wereld rondreist en allerlei illusies laat zien.

## Biografie
Frayne leerde het vak van zijn grootvader, die in 2012 overleed aan een hersentumor. Hij verbeterde zijn vaardigheden tijdens reizen naar New Orleans. Om een eigen stijl te ontwikkelen, gebruikte hij dance en hiphop in zijn optredens en ontwierp hij variaties op bekende illusies. Fraynes eerste televisieoptreden was in het praatprogramma Richard & Judy van Channel 4. Hierna kreeg hij bij Channel 4 zijn eigen programma, getiteld Dynamo's Estate of Mind. Daarna volgden verscheidene andere programma's en dvd-uitgaven, waaronder Dynamo: Magician Impossible. Frayne werkte met artiesten als Dave Grohl, Robbie Williams, Tinie Tempah en David Haye.